# George Nussbaumer
George Nussbaumer (Dornbirn, 23 mei 1963) is een Oostenrijks zanger.

## Biografie
Nussbaumer is vooral bekend vanwege zijn deelname aan het Eurovisiesongfestival 1996, dat gehouden werd in de Noorse hoofdstad Oslo. Met het nummer Weil’s dr guat got eindigde hij als tiende.